# Lars Bender (Fußballspieler, 1988)
Lars Bender (* 8. Januar 1988 in Koblenz) ist ein deutscher Fußballspieler.  Er steht seit Mitte 2021 beim 1. FC Kaan-Marienborn unter Vertrag.

## Karriere
Der in Koblenz geborene Bender spielte zuerst in den Nachbargemeinden beim FC Urbar und dem SV Niederwerth, bevor er 2001 zur TuS Koblenz ging. Dort spielte er sich durch die Jugendmannschaften und stand ab 2008 im Zweitligakader der Rheinländer. Er konnte sich in seinem ersten Jahr gut behaupten und stand in sieben Spielen in der Startformation, bis ihn ein Knöchelbruch für einige Zeit außer Gefecht setzte. Im zweiten Jahr kam er nur zu vier Einwechslungen. Erst nach dem Abstieg 2010 in die 3. Liga wurde er zum Stammspieler. Als der Verein erneut abstieg, diesmal, weil er auf die Lizenz für die unterste Profiliga verzichtet hatte, verließ er Koblenz. Am 16. Juni 2011 unterschrieb er beim Drittligisten Kickers Offenbach einen Vertrag bis zum 30. Juni 2012.
Am 16. Juli 2013 wurde sein Wechsel zu Eintracht Trier bekanntgegeben. Nach dem Aufstieg von Fortuna Köln in die 3. Liga folgte Bender seinem früheren Trainer Uwe Koschinat in die Domstadt, wo er bis zum 30. Juni 2018 spielte. Nach einem knapp dreiwöchigen Probetraining unterschrieb Lars Bender am 21. September 2018 bei Energie Cottbus. Er erreichte mit den Niederlausitzern am Ende der Saison nur einen unglücklichen 17. Tabellenplatz, welcher für den Verein den Abstieg in die Fußball-Regionalliga Nordost zur Folge hatte. Zur Saison 2019/20 wechselte Bender zurück zum SC Fortuna Köln, der ebenso wie Energie Cottbus gerade aus der 3. Liga abgestiegen war. Zur Winterpause 2020/21 wechselte er daraufhin zum Ligakonkurrenten Wuppertaler SV und seit August 2021 spielt er für den Oberligisten 1. FC Kaan-Marienborn. Dort konnte er am Ende der Spielzeit den Aufstieg in die Regionalliga West feiern.

## Erfolge
- Hessenpokalsieger: 2012
- Brandenburgischer Landespokalsieger: 2019